# 戴生龙
戴生龙（？—），男，中华人民共和国政治人物，曾任中央保密委员会办公室主任、国家保密局局长。

## 生平
1995年9月至1998年3月，担任中央保密委员会办公室主任；1995年9月至1998年4月，担任国家保密局局长。